# Народно читалище „Васил Левски – 2003“
Народно читалище „Васил Левски – 2003“ е съвременно културно средище в Димитровград, създадено през 2003 г. от художника Здравко Нейчев и съмишленици. Съчетава библиотека, художествени и фолклорни формации, студиа за сценично и онлайн творчество, музейна сбирка и клубове. Активен участник в културния живот на града, с множество награди и традиционни събития през годината.

## История
Читалището е основано през есента на 2003 г. от художника и общественик Здравко Нейчев и група съмишленици. От създаването си функционира без прекъсване, макар да е сменяло местоположението си поради различни обстоятелства. Името на читалището остава непроменено.

## Основни данни
Читалището е разположено под наем в сграда, предоставена от Общински съвет – Димитровград.

## Дейности и клубни форми
- Театрална студия „Тодор Колев“
- Фолклорен танцов състав „Нашенци“
- Клуб за народни хора „Луди Млади“
- Студио за онлайн съдържание „Станция 0391“
- АРТ Работилница
- Музейна сбирка „Ретро техника“
- Шахматен клуб „Гамбит“

## Библиотека
Библиотеката започва дейност няколко години след създаването на читалището. Книжният ѝ фонд надхвърля 12 000 тома. Годишно се извършват над 1500 информационно-библиографски справки. Налични са автоматизирани електронен каталог и литературоведска картотека с богат тематичен обхват.

## Музейна сбирка
Сбирката съдържа над 90 експоната аудио-визуална техника от XX век – телевизори, касетофони, телефони, грамофони, тонколони, аудиопултове, будилници, пишещи машини, фотоапарати. По-интересни експонати включват телефон „Сименс“ от царско време и фотоапарат „Спутник“ от СССР. По-голямата част са в техническа изправност.

## Ежегодни събития
- „Полиция на прегръдките“ – безплатни прегръдки за гражданите, провежда се на 14 февруари
- „Баба Марта“ – връзване на мартеници, провежда се на 1 март
- Национален фестивал на хумора и шегата – 1 април
- Национален фолклорен фестивал на коледарските танци – провежда се около Коледа и Нова година

## Признание
Читалищните състави и дейности редовно получават отличия от регионални и национални форуми. Институцията е утвърдена част от културния живот на град Димитровград и Община Димитровград и активно участва в местни и национални събития.